# Mariano Pires Pontes
Mariano Pires Pontes (Santa Maria de Itabira, 23 de janeiro de 1914 – Coronel Fabriciano, 20 de agosto de 2000), também conhecido como Dôca Pires, foi um empresário e político brasileiro. Atuou no setor de transporte público e na produção de carvão vegetal, além de ter sido prefeito do município de Coronel Fabriciano por dois mandatos não consecutivos, de 1967 a 1971 e 1977 a 1983.

## Vida pública e política

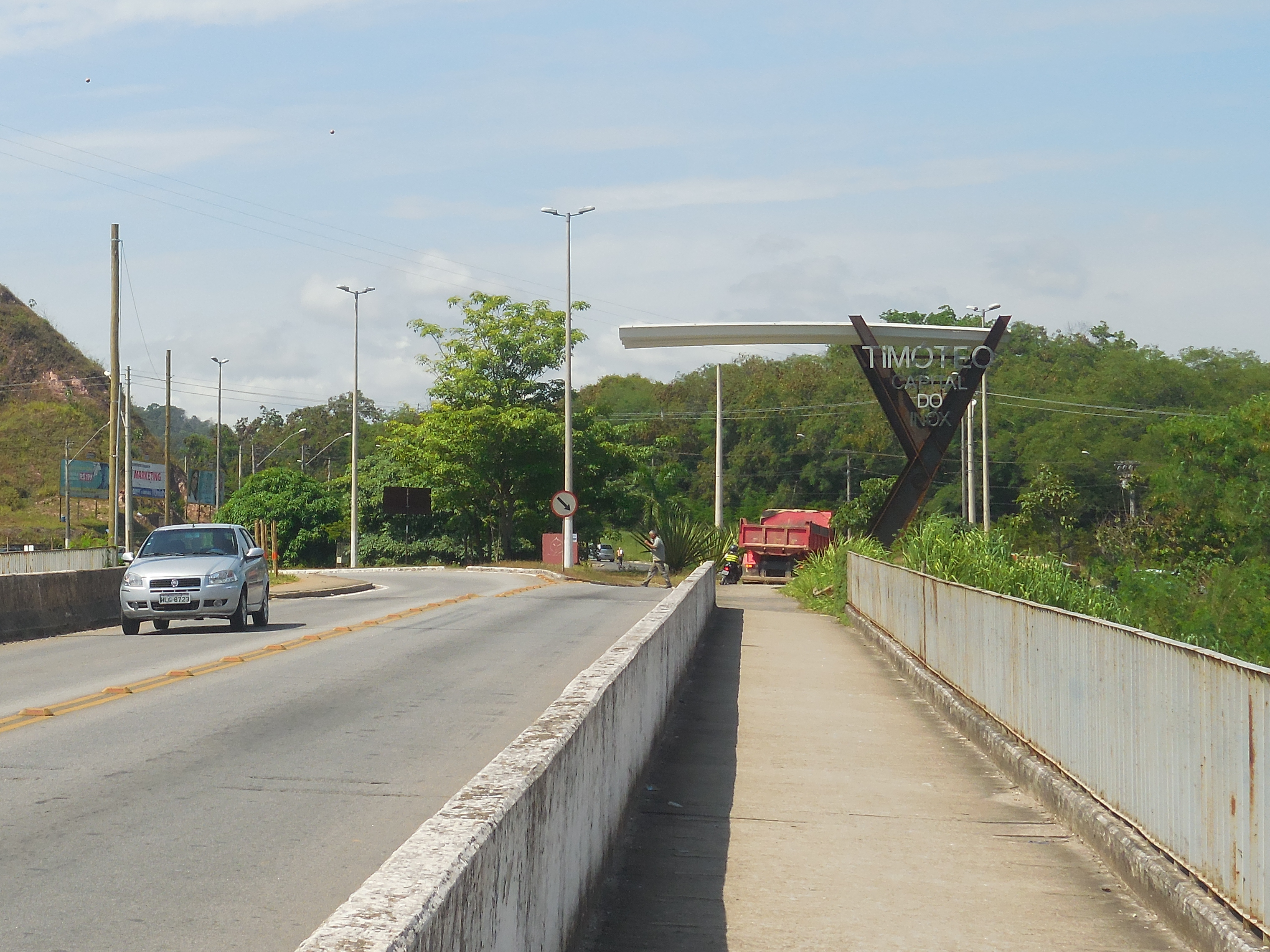
Entrada de Timóteo pela Ponte Mariano Pires Pontes, inaugurada em 2005, cujo nome é uma homenagem ao político. Foto de 2017.

Mariano Pires Ponte atuou como empresário no setor de transportes e na produção de carvão vegetal na região do Vale do Aço, além de ter sido presidente do Social Futebol Clube na década de 1950. Administrava a Viação Sayonara, que foi criada na década de 60 como a responsável pelo transporte entre Coronel Fabriciano, Ipatinga e Timóteo, sendo incorporada à Viação Águia Branca em 1970 e à Univale em 1991. Ainda na década de 1950, filiou-se à União Democrática Nacional (UDN). Também foi membro do Lions Clubs International.
Filiado à Aliança Renovadora Nacional (ARENA), Mariano foi eleito prefeito de Coronel Fabriciano ao lado de Nestor Cotta de Figueiredo como vice-prefeito e empossado em 1967, sucedendo a Cyro Cotta Poggiali. Foi o primeiro a assumir o cargo após a emancipação dos então distritos de Timóteo e Ipatinga, ocorrida em 1964, durante o mandato de Cyro Cotta Poggiali, além de ter sido o primeiro a assumir após o Golpe Militar de 1964. Tentou se reeleger nas eleições de 1970, filiado ao Movimento Democrático Brasileiro (MDB), mas o pleito foi vencido por Rufino da Silva Neto (ARENA).
Nas eleições municipais de 1976, agora filiado à ARENA, o político foi eleito para seu segundo mandato, assumindo-o em 1977. Sucedeu a Amilar Pinto de Lima com Clodomiro de Jesus na condição de vice-prefeito e foi sucedido por Paulo Almir Antunes em 1983. Mais tarde filiou-se ao Partido Democrático Social (PDS). Nas eleições de 1988, dessa vez integrante do Partido Democrático Trabalhista (PDT), candidatou-se a um terceiro mandato como prefeito de Coronel Fabriciano em pleito que contou com oito candidatos. Ficou em quinto lugar, com 4,38% dos votos válidos, em votação vencida por Hélio Arantes de Faria (PSDB) com 23,66% dos votos.

### Prefeitura de Coronel Fabriciano
Mariano deixou dentre seus principais feitos a criação da Biblioteca Pública Professora Mariana Roque Pires em 1969, cujo nome reverencia a pioneira da educação pública na região do Vale do Aço. No mesmo ano foi inaugurado o Edifício João Sotero Bragança, sede da prefeitura, além da rede de energia elétrica da Cemig na cidade. Outra ação executada foi o início da pavimentação da Avenida Governador José de Magalhães Pinto no final da década de 1960. Também foi o responsável, juntamente ao então prefeito de Ipatinga João Lamego Netto, pela abertura da Estrada Vereador José Anatólio Barbosa, em 1977. Chamada popularmente de "Estrada da Amizade", esse trecho liga o bairro São Vicente, no norte fabricianense, ao bairro Bom Jardim, no oeste de Ipatinga. A estrada reduzia em até três vezes as distâncias percorridas pelos moradores dessas regiões, mas em diversas ocasiões se encontrou em condições precárias, sendo por isso evitada pelos motoristas.
O prefeito deu início a obras de urbanização e calçamento na região do Caladinho no final da década de 1970. Na mesma ocasião foram iniciadas obras de drenagem no ribeirão Caladão, na tentativa de amenizar os problemas com enchentes, além da construção da chamada Avenida Sanitária (atual Avenida Julita Pires Bretas), margeando um trecho do manancial com canalização em gabiões. Segundo a assessoria da prefeitura na ocasião, a construção dessa avenida, com auxílio financeiro do governo federal, era uma das principais metas do então prefeito. Esse era um contexto que sucedeu os impactos deixados pelas enchentes de 1979, que provocaram mais de 40 mortes e 10 mil desabrigados no Vale do Aço.
O mandato também foi marcado pela demolição da antiga Estação do Calado, que havia sido inaugurada em 1924. Na década de 1960, a então Companhia Vale do Rio Doce anunciou o deslocamento da EFVM para fora do Centro de Fabriciano, em função da urbanização densa, enquanto que o prédio da estação seria cedido à prefeitura. A última partida de trem ocorreu em 29 de janeiro de 1979 e a edificação seria posteriormente utilizada como parte do projeto de uma praça. Durante uma análise para a execução do projeto, entretanto, um engenheiro apontou que não seria possível construir a praça sem a derrubada do prédio. A assessoria da prefeitura chegou a propor o tombamento da edificação por causa de sua importância histórica, porém a própria prefeitura autorizou a demolição, que ocorreu em 15 de março de 1982. No final da década de 1980, já em mandato do prefeito sucessor Paulo Almir Antunes, foi construído no local o atual Terminal Rodoviário.

## Falecimento e homenagens
Dôca Pires faleceu em Coronel Fabriciano aos 86 anos de idade em 20 de agosto de 2000. Em 2005, foi homenageado, in memoriam, quando uma nova ponte de ligação entre Coronel Fabriciano e Timóteo, sobre o rio Piracicaba, foi nomeada Ponte Mariano Pires Pontes. Em 20 de janeiro de 2020, como parte das comemorações do aniversário de 71 anos da cidade, a prefeitura de Coronel Fabriciano inaugurou o Centro Administrativo Mariano Pires Pontes, sob a presença de familiares do ex-prefeito, no bairro Bom Jesus. O local, popularmente conhecido como prédio da "Fundação", foi destinado a centralizar serviços de secretarias municipais, almoxarifados e treinamentos.